# Vejbyskatten
Vejbyskatten eller Vejby Strandskatten er et depotfund bestående af over 100 guldmønter fra middelalderen, der blev fundet ved Vejby Strand i 1976. På fundtidspunktet var det det næststørste guldfund fra middelalderen i Danmark.
Mønterne blev fundet af en 16-årig skoledreng ved navn Jesper Egesø som kom fra Kokkedal, der dykkede ved Vejby Strand. Allerede året før havde han fundet vraget af et skib og havde notificeret Nationalmuseet, der havde planlagt en udgravning af vraget.
Han fandt 94 mønter på det lave vand umiddelbart efter sankthans i 1976. Nationalmuseet blev kontaktet den 26. juni, og foretog en udgravning fra 27. juni til 5. juli, hvor der blev fundet yderligere 17 mønter. Skatten består af 111 mønter, der på nær én var af guld. Sammenlagt vejede den 695 g. 74 hele mønter, 30 var halve og 5 var kvarte. Langt størstedelen var engelske nobler, der var slået under Edvard 3. efter 1351. Derudover var den én lybsk gylden, en sølvmite af flamsk oprindelse med meget højt kobberindhold. De yngste mønter var fra 1370'erne.
Ud over mønter blev der gjort andre løsfund, heriblandt et tinfad, brudstykker af kobberkar, malmgryder, potteskår, rester af tovværk og sejl. Arkæologerne har tolket fundene til, at en kogge er forlist omkring 1375 med mønterne ombord. Ejeren af skatten er sandsynligvis omkommet i forliset, da mønterne ikke er bjerget, og siden har ændrede strømforhold så blotlagt skibet og skatten.
Jesper modtog en danefægodgørelse på 15.000 kr.